# Ashanti Region
Koordinaten: 6° 30′ N, 1° 30′ W
Die Ashanti Region (auf Akan: Asante Mantaw) ist eine Region Ghanas mit der Hauptstadt Kumasi. Sie ist die bevölkerungsreichste Region Ghanas.

## Geografie
Die westafrikanische Region liegt in der Mitte des Landes und grenzt im Norden an die Bono East Region, im Osten an die Eastern Region, im Süden an die Central Region, im Südwesten an die Western North Region sowie im Westen an die Ahafo Region und die Bono Region.

## Bevölkerung
Die weit überwiegende Mehrheit der Bevölkerung besteht aus Angehörigen des Akan-Volkes der Aschanti. Die Aschanti machen etwa 19 % der Bevölkerung aus. Die nächstgrößeren Gruppen stellen die Ethnien der nordghanaischen Mole-Dagbane-Sprachgruppe mit 16,5 % und die Ewe aus Südwest-Ghana mit gut 13 %, des Weiteren die Ga-Adangme und schließlich Guans mit 4 %. Der Anteil der Nicht-Afrikaner an der Bevölkerung liegt unter 2 %.
Mehr als die Hälfte der Bevölkerung lebt in städtischen Ballungsgebieten, allein in Kumasi etwa ein Drittel der Gesamtbevölkerung.
Einwohnerentwicklung
| Zensusjahr | Einwohnerzahl |
| ---------- | ------------- |
| 1960       | 1.109.133     |
| 1970       | 1.481.698     |
| 1984       | 2.090.100     |
| 2000       | 3.612.950     |
| 2010       | 4.780.380     |
| 2021       | 5.440.463     |

## Traditionelle Strukturen
Neben den staatlichen Regierungsstrukturen (Regionalminister und Distriktchefs) gibt es eine ausgeprägte und anerkannte traditionelle Parallelstruktur in Form von 36 traditionellen „Räten“ (Traditional Councils), in denen jeweils ein traditionelles Oberhaupt (Paramount Chief) den Vorsitz hat. Diese Räte sind Teil der Verwaltung und Mitglieder des Ashanti Regional House of Chiefs. Präsident dieses „Oberhauses“ ist der jeweilige Asantehene, also das einflussreiche traditionelle Oberhaupt der Aschanti.

## Administrative Gliederung
Die Region gliedert sich in 43 Distrikte:
| Distrikt                      | Hauptort          |
| ----------------------------- | ----------------- |
| Adansi Asokwa                 | Adansi Asokwa     |
| Adansi North                  | Fomena            |
| Adansi South                  | New Edubiase      |
| Afigya Kwabre                 | Kodie             |
| Afigya Kwabre North           | Boamang           |
| Ahafo Ano North Municipal     | Tepa              |
| Ahafo Ano South East          | Dwinyame/Adugyama |
| Ahafo Ano South West          | Mankranso         |
| Akrofuom                      | Akrofuom          |
| Amansie Central               | Jacobu            |
| Amansie South                 | Edubia            |
| Amansie West                  | Manso Nkwanta     |
| Asante Akim Central Municipal | Konongo           |
| Asante Akim North             | Agogo             |
| Asante Akim South Municipal   | Juaso             |
| Asokore Mampong Municipal     | Asokore Mampong   |
| Asokwa Municipal              | Asokwa            |
| Atwima Kwanwoma               | Twedie            |
| Atwima Mponua                 | Nyinahin          |
| Atwima Nwabiagya Municipal    | Nkawie            |
| Atwima Nwabiagya North        | Barekese          |
| Bekwai Municipal              | Bekwai            |
| Bosome Freho                  | Asiwa             |
| Bosomtwe                      | Kuntanase         |
| Ejisu Municipal               | Ejisu             |
| Ejura Sekyedumase Municipal   | Ejura             |
| Juaben Municipal              | Juaben            |
| Kumasi Metropolitan           | Kumasi            |
| Kwabre East Municipal         | Mamponteng        |
| Kwadaso Municipal             | Kwadaso           |
| Mampong Municipal             | Mampong           |
| Obuasi East                   | Tutuka            |
| Obuasi Municipal              | Obuasi            |
| Offinso Municipal             | Offinso           |
| Offinso North                 | Akomadan          |
| Oforikrom Municipal           | Oforikrom         |
| Old Tafo Municipal            | Old Tafo          |
| Sekyere Afram Plains          | Drobonso          |
| Sekyere Central               | Nsuta             |
| Sekyere East                  | Effiduase         |
| Sekyere Kumawu                | Kumawu            |
| Sekyere South                 | Agona             |
| Suame Municipal               | Suame             |